# Liesbeth van Dorsser Keusprijs
De Liesbeth van Dorsser Keusprijs is een door Business and Professional Women Nederland ingestelde tweejaarlijkse Nederlandse vrouwen emancipatieprijs.
De prijs is in 1999 ingesteld en vernoemd naar de kunstenares Liesbeth van Dorsser Keus (1931 – 1999). De prijs, een wisselprijs, bestaat uit een beeld, gemaakt door Liesbeth van Dorsser Keus zelf.  In aanmerking komen vrouwen, ‘die op een geheel eigen wijze inhoud geeft aan haar werk en daardoor een voorbeeldfunctie heeft voor andere werkende vrouwen en/of een vrouw die vrouwen in achterstandsituaties heeft geholpen zelfstandig te worden’.

## Winnaressen
- 2017 - Esther Mollema, Directeur Direction en Expert in Diversity & Inclusion[2]
- 2014 - Carlien Scheele, directeur Emancipatie van het Ministerie OCW
- 2012 - Petra Stienen, politica, arabist en voormalig diplomaat
- 2010 - Birgit Donker, hoofdredacteur NRC
- 2005 - Özden Kutluer-Yalim, directeur van de Vrouwen Vakschool in Amsterdam
- 2003 - Annemarie Jorritsma, vicepremier Nederland
- 1999 - Kitty Roozemond, vicevoorzitter van het FNV